# Kozet
Kozet - Козет (rus) - és un aül, un poble, de la República d'Adiguèsia, a Rússia. Es troba a la vora esquerra del riu Kuban, a 8,5 km al nord de Takhtamukai i a 98 km al nord-oest de Maikop, la capital de la república.